# Ціхажигету
Ціхажигету (кит. 齐哈日格图站, пін. Qíhārìgétú Zhàn) — залізнична станція в КНР, розміщена на Цзінін-Ерляньській залізниці між станціями Сялахама і Цаган-Тег.
Розташована в міському повіті Ерен-Хото (автономний район Внутрішня Монголія). Відкрита в 1954 році.